# Hashem Beikzadeh
Hashem Beikzadeh (em persa: هاشم بیک زاده‎; Xiraz, 22 de janeiro de 1984), é um ex-futebolista Iraniano que atuava como defensor.

## Títulos

### Esteghlal
- Iran Pro League (2): 2008–09, 2012–13

### Saipa
- Iran Pro League (2):  2010–11, 2011–12